# Équipe cycliste IBAC
L'équipe cycliste IBAC est une équipe cycliste Italienne active en 1963 et 1964. Elle participe notamment au Tour de France 1963 avec l'équipe Molteni,.

## Bilan sur les grands tours

### Tour d'Italie
- 2 participation (1963, 1964)
- 2 victoires d'étapes
  - 1964 : Angelino Soler (1) et Nino Defilippis (1)[3],[4]

### Tour de France
- 1 participation (1963)[note 1]

## IBAC en 1964

### Effectif
| Effectif 1964       | Effectif 1964     | Effectif 1964 | Effectif 1964               |
| Cycliste            | Date de naissance | Pays          | Équipe précédente           |
| ------------------- | ----------------- | ------------- | --------------------------- |
| Renzo Baldan        | 9 novembre 1942   | Italie        |                             |
| Graziano Battistini | 12 mai 1936       | Italie        | Legnano (1962)              |
| Ernesto Bono        | 25 avril 1936     | Italie        | San Pellegrino-Firte (1963) |
| Nino Defilippis     | 21 mars 1932      | Italie        | Carpano (1963)              |
| Danilo Ferrari      | 30 septembre 1940 | Italie        |                             |
| Dino Liviero        | 30 mai 1938       | Italie        |                             |
| Angelo Ottaviani    | 16 janvier 1940   | Italie        |                             |
| Angelino Soler      | 25 novembre 1939  | Espagne       | Flandria-Faema (1963)       |
| Antonio Suárez      | 20 mai 1932       | Espagne       | Ghigi (1962)                |
|                     |                   |               |                             |
| Source : UCI        |                   |               |                             |

note: Renzo Baldan

### Victoires
| 22 mai | 7e étape du Tour d'Italie  | Italie | Angelino Soler  |
| 30 mai | 15e étape du Tour d'Italie | Italie | Nino Defilippis |